# 彭杰 (弘治进士)
彭（1458年—1542年），字景俊，號水厓，江西吉安府吉水縣泷江人，民籍，明朝政治人物。

## 生平
江西鄉試第二十二名舉人。弘治三年（1490年）中式庚戌科會試第二百四十四名，二甲第四名進士。五年授南京刑部浙江司主事，升云南、广东二司员外郎，十三年（1500年）用尚書戴珊荐，升兖州府知府，未幾以继母李安人憂去职。十八年起復，補广平知府。正德三年（1508年）调任直隸真定府知府，同年丁父忧归。正德八年（1513年），起补顺德府知府。十年十月升四川右参政，升四川按察使，十五年十一月升云南右布政使，调湖广右布政使，嘉靖二年（1523年）考察以年老去职。卒于嘉靖二十一年，年八十五。

## 家族
曾祖彭不同（彭和）；祖父彭汝弼（彭鈞），睢宁县教諭、封翰林院脩譔；父彭占，前母曠氏；母林氏；繼母李氏。叔父彭教，天顺甲申进士。從弟彭桓。